# 잣골 전투
잣골 전투(영어: Battle of Chatkol)는 철의 삼각지대안에 위치한 철원군 근북면 근처에서 1953년 2월 26일부터 4월 21일까지 벨기에-룩셈부르크 대대와 중공군 사이에 벌어진 전투이다.

## 위치
전투지역은 강원도 철원군 근북면 백덕리 일대(38°-19′-39.7″N / 127°-24′-13.0″E)이다.

## 같이 보기
- 한국 전쟁